# Ségos
Ségos – miejscowość i gmina we Francji, w regionie Oksytania, w departamencie Gers.
Według danych na rok 1990 gminę zamieszkiwało 248 osób, a gęstość zaludnienia wynosiła 29 osób/km² (wśród 3020 gmin regionu Midi-Pyrénées Ségos plasuje się na 815. miejscu pod względem liczby ludności, natomiast pod względem powierzchni na miejscu 1201.).